# Florence Mills

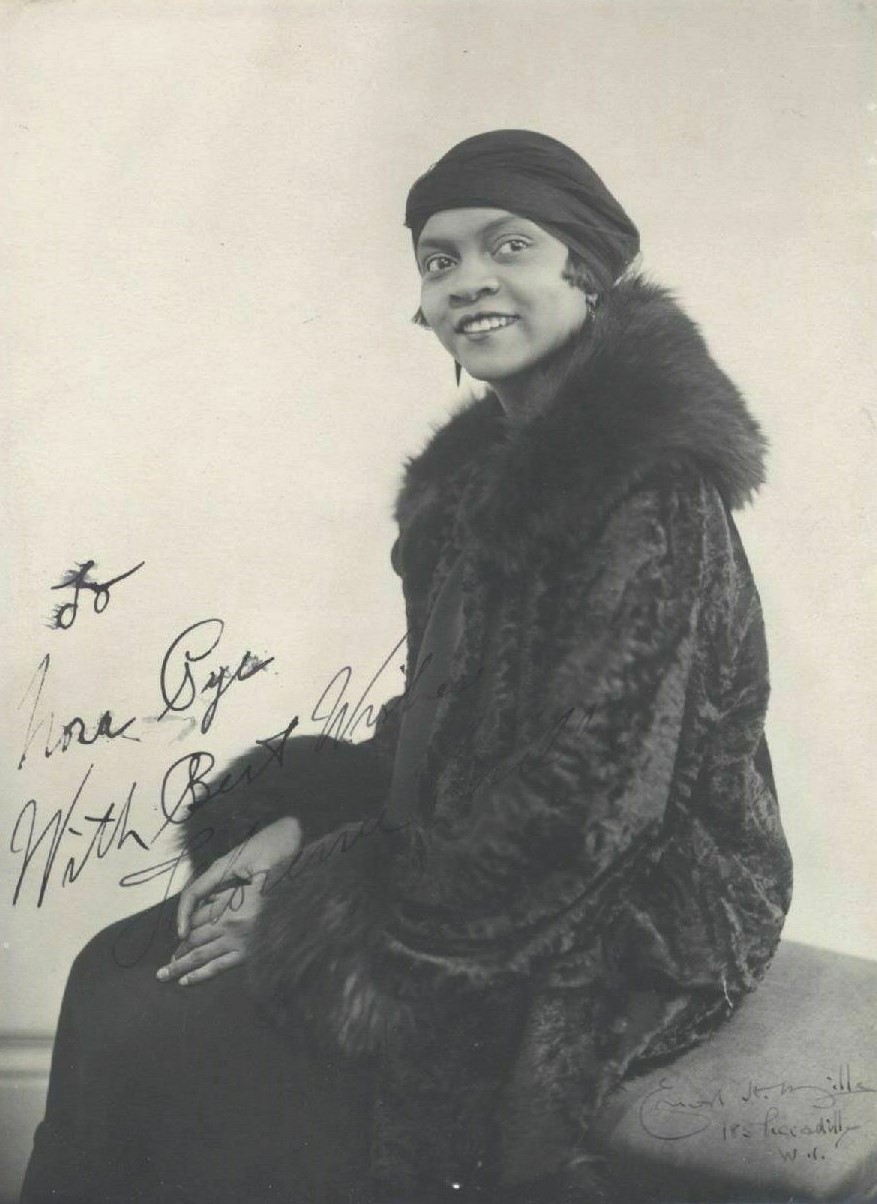
Florence Mills (1920er Jahre)

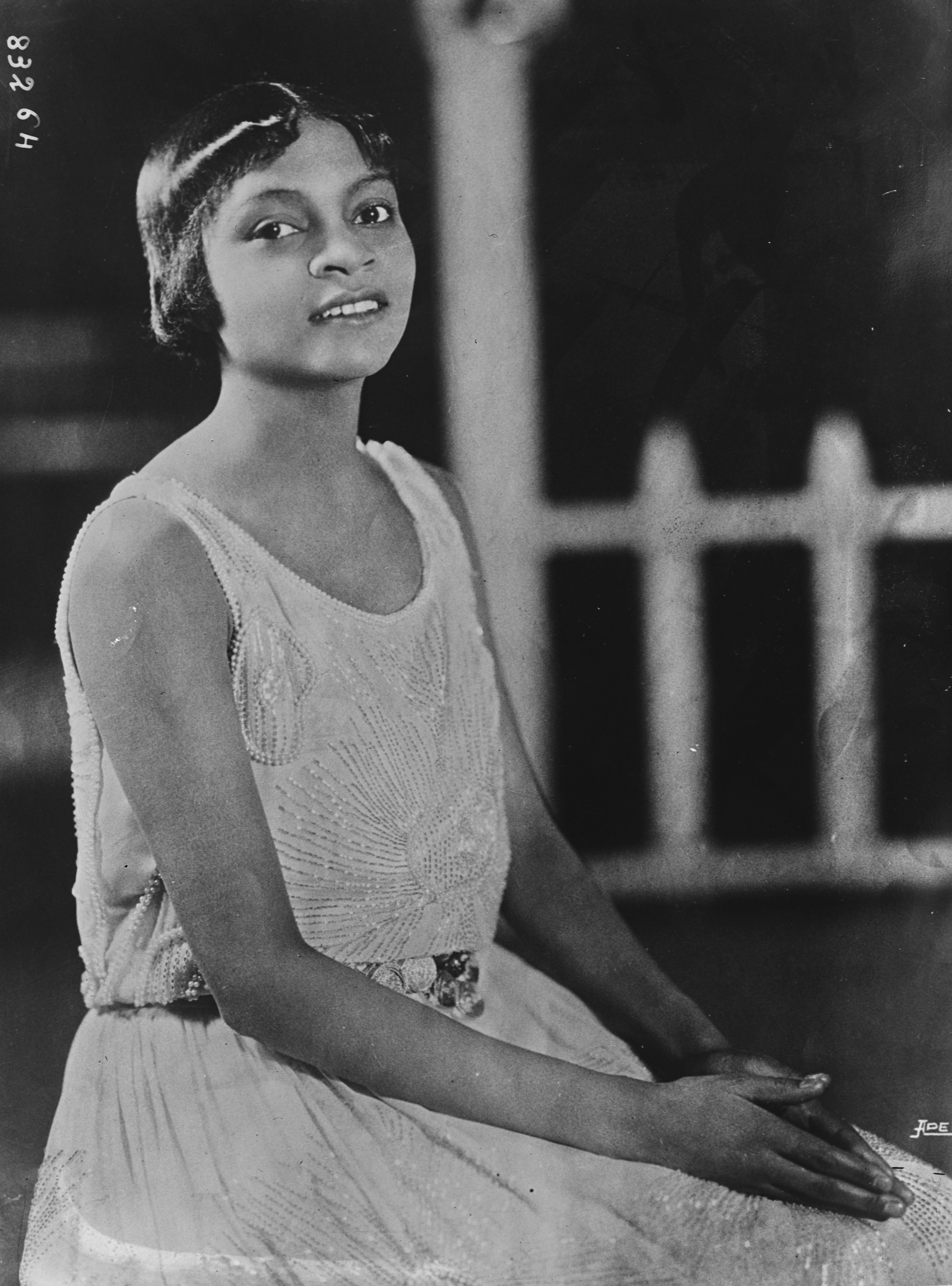
Florence Mills (1923)

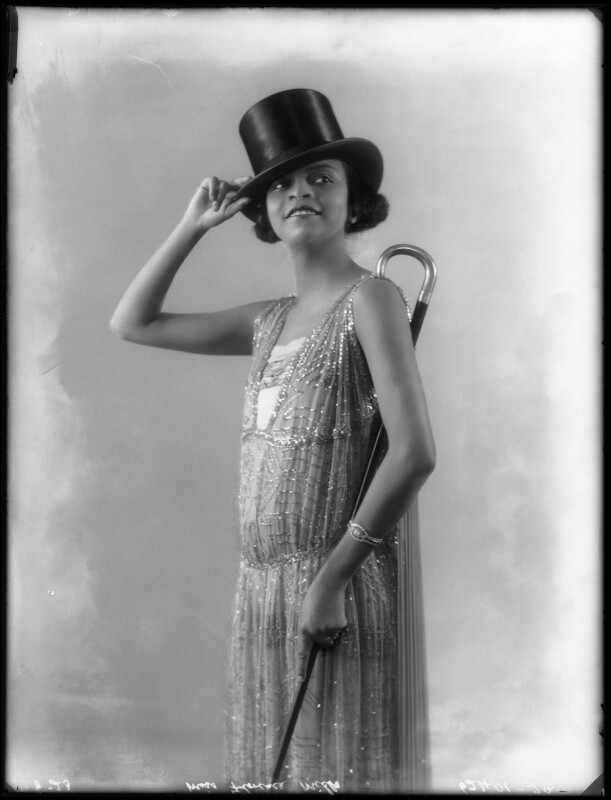
Florence Mills im Stück Dover Street to Dixie im London Pavilion (1923)

Florence Mills (* 1895 oder 1896 in Washington, D.C. als Florence Winfrey; † 1. November 1927 in New York City) war eine afroamerikanische Sängerin und Tänzerin, bekannt als „Queen of Jazz“ und „Queen of Happiness“. Sie war der erste schwarze Star am bis dahin weißen Broadway.

## Herkunft
Florences Eltern John Winfrey (* 1858) und Nellie Winfrey (geb. Simon, * 1864) wurden noch als Sklaven in Amherst County, Virginia geboren. Sie arbeiteten in der Tabakindustrie von Lynchburg (Virginia) und hatten zunächst zwei Töchter: Olivia (* 1884) und Maud (* 1889). Wirtschaftliche Schwierigkeiten in der Tabakindustrie führten zum Umzug mit beiden Töchtern nach Washington, D.C. Dort arbeitete er als Arbeiter und sie in einer Wäscherei. Beide waren Analphabeten.
Florence kam in einem Washingtoner Slum zur Welt. Als Geburtstag kommen infrage:
- der 25. Januar 1896, belegt durch ihre Geburtsurkunde[3]
- der Dezember 1895, belegt durch einen Scan vom Zensus 1900[3]
- der 25. Januar 1895 auf einer von der Bibliothek Washington, D.C. herausgegebenen Website[2]

Bill Egan, der eine Website unter ihrem Namen betreibt, benutzt das erstgenannte Datum. Für das Jahr 1895 spricht jedoch auch die Angabe auf dem Grabstein.

## Biografie
Bereits als kleines Kind trat Florence 1900 bei Tanzwettbewerben und zur Unterhaltung auf. 1903 sang sie erstmals in einer Bühnenshow. Wenig später zog sie mit einer Vaudeville-Truppe umher. Wegen ihres kindlichen Alters wurde sie verhaftet und kam in eine Erziehungsanstalt. Ihre Familie zog 1905 nach New York, wo Mills für einige Zeit eine normale Schule besuchte.
Ab 1910 war sie mit ihren beiden Schwestern unter dem Namen „The Mills Sisters“ in Shows zu sehen. Sie tourten durch weite Teile der USA, zuletzt nach der Heirat von Maude nur noch mit Olivia. Olivia zog sich von der Bühne zurück, und Florence Mills trat 1915 mit Kinky Caldwell auf, bis diese heiratete. 1916 bildete sie mit Bricktop und Cora Green das „Panama Trio“, das in Chicago Erfolge feierte. Dort trat sie auch mit Alberta Hunter und Mattie Hite auf.
1917 wurde Mills Mitglied der Jazzgruppe „The Tennessee Ten“, deren Tanzleiter Ulysses „Slow Kid“ Thompson (1888–1990) ihr Lebenspartner wurde. Während Thompson seinen Militärdienst in Europa ableisten musste, gab es eine erfolgreiche Wiedervereinigung des Panama Trios mit Carolyn Williams anstelle von Bricktop. 1919 ging Mills zurück zu den Tennessee Ten. Bald darauf hatte sie erste Erfolge als Solistin, und Kid Thompson wurde ihr Manager. Die beiden zogen 1921 nach New York und heirateten. 1921 trat sie im ersten afroamerikanischen Musical Shuffle Along am Broadway auf.
1922 bekam Florence Mills ihre eigene Broadway-Show, die sie zum Superstar machte. Auch in London wurde die Show gefeiert. Die Erfolge hielten in den folgenden Jahren an. Ihr Song I'm a Little Blackbird looking for a Bluebird gilt als kaum verschleierter Protest gegen die Rassendiskriminierung, mit der Mills auch als Star ständig konfrontiert war.
1926 ging Mills mit ihrer Show Blackbirds in Frankreich und England auf Tour. In London brach eine regelrechte Blackbirds-Manie aus. Die Show wurde allein in London über 250 Mal aufgeführt.
Durch die hohe Belastung von zwei Shows täglich, dazu noch Matinees und Wohltätigkeitsveranstaltungen, wurde Florence Mills erschöpft und krank. Im Mai 1927 begann eine Tournee durch England. Im August 1927, nach einer Aufführung in Liverpool, wurde ihr ärztlich empfohlen, die Tour sofort abzubrechen, weil sonst Lebensgefahr bestünde. Erschöpft gingen Mills und Thompson im August 1927 nach Baden-Baden zur Kur. Danach flog Florence nach Berlin, um ihre Freundin Bricktop zu unterstützen.
Am 27. September 1927 erreichte sie per Schiff wieder die USA. Sie wurde als erfolgreicher Star gefeiert. Aufgrund einer Krankheit ihrer Mutter verzögerte sie ihre eigene medizinische Behandlung. Sie erkrankte an Tuberkulose. Erst am 24. oder 25. Oktober ging Florence Mills zur Behandlung ins Krankenhaus. Dort wurde sie zweimal operiert. Nach einer Blinddarmoperation wusste sie, dass sie sterben würde. Ihre letzten Worte waren: „Ich möchte nicht, dass jemand weint, wenn ich sterbe. Ich möchte Menschen nur glücklich machen, immer.“
Sie starb am 1. November 1927. An ihrem Begräbnis in Harlem nahmen 150.000 Menschen teil.
Das Haus in New York, in dem Florence Mills von 1910 bis 1927 gelebt haben sollte, wurde 1976 unter Denkmalschutz gestellt. Im Jahre 2009 wurde der Denkmalschutz aufgehoben, weil sich herausstellte, dass dies das falsche Haus war und das echte inzwischen abgerissen worden war.